# Camille Ferri-Pisani
Pour les articles homonymes, voir Ferri-Pisani.
Marcel Victor Paul Camille Ferri-Pisani-Jourdan de Saint-Anastase (Le Coudray-Montceaux, 25 juin 1819 - Château de Blancat, 29 mars 1893) est un officier français.

## Biographie
Marcel Victor Paul Camille Ferri-Pisani-Jourdan de Saint-Anastase est le fils de Paul Félix Ferri-Pisani, comte de Saint-Anastase (1770-1846), politicien d'origine corse proche de Napoléon Bonaparte, et de Marguerite Camille Jourdan (1794-1842), fille du maréchal d'Empire Jean-Baptiste Jourdan.
Diplômé de l'École polytechnique, il devient officie d'artillerie et sert en Algérie avant de se rallier à l'Empire lors du coup d’État du 2 décembre 1851.
Aide de camp du prince Napoléon, il fait la campagne de Crimée (1853-1856) puis accompagne le prince en Italie et en Amérique du Nord au début de la guerre de Sécession dans une mission non officielle, la France désirant rester neutre dans le conflit.
Avec le prince, la princesse Clotilde et une nombreuse suite, il arrive à New York le 27 juillet 1861 puis se rend à Philadelphie et à Washington où Abraham Lincoln les reçoit. William Henry Seward leur fait visiter la capitale et rencontrer George McClellan et Winfield Scott. La délégation visite aussi les camps militaires du Potomac et Mount Vernon.
Alors que la princesse reste à New York, Ferri-Pisani accompagne le prince dans l'Ouest. Il passe à Harrisburg, Altona et Pittsburgh et traverse les Alleghany. De Cleveland, il joint Detroit puis Marquette où l'on visite les mines de fer et Bayfield (24 août). Par Sainte-Marie, la délégation gagne Chicago et en train rejoint Saint-Louis (5 septembre).
La princesse Clotilde est rejointe aux chutes du Niagara où Ferri-Pisani, malade, quitte ses compagnons pour se rendre à New-York. Il les retrouve le 20 septembre sur les bords de l'Hudson. Le 22 septembre, à Boston, on rencontre Louis Agassiz avant de repartir pour la France le 25 septembre.
Aussitôt son retour, Ferri-Pisani est promu colonel et est nommé commandeur de la Légion d'honneur en août 1868. Il faisait partie du cercle des amis de George Sand et vint souvent à Nohant,.
Général en 1870, il est attaché à l'état-major de l'armée de Paris et termine sa carrière en 1884 comme inspecteur général des armées.
Marié en 1881 à l'âge de 61 ans avec Jeanne de Bertholdi (1856-1932), qui a trente-sept ans de moins que lui, il est le père de l'écrivain et reporter Ferri-Pisani (Camille Ferri-Pisani, 1885-1954).

## Publication
- Lettres sur les États-Unis d'Amérique, Paris, L. Hachette, 1862 (lire en ligne)